# Santana do Garambéu
Santana do Garambéu es un municipio brasileño del estado de Minas Gerais.

## Geografía
Su población estimada en 2004 era de 2.098 habitantes.

### Carreteras
- MG-338

une Barbacena con Santana del Garambeu
- BR-494

une Andrelandia con Santana del Garambeu

## Administración
- Prefecto: Adailton Fonseca de la Cunha
- Viceprefecto: Nelson Lourival de Lima
- Presidente de la cámara: Jairo Vargas de Oliveira (2007/2008)